# زاك ديفيز
زاك ديفيز (بالإنجليزية: Zach Davies)‏ هو لاعب كرة قاعدة أمريكي، ولد في 7 فبراير 1993 في بويالوب في الولايات المتحدة.

## وصلات خارجية
- زاك ديفيز على موقع دوري كرة القاعدة الرئيسي (الإنجليزية)
- زاك ديفيز على موقعبيزبول رفرنس.كوم (الدوري الرئيسي) (الإنجليزية)
- زاك ديفيز على موقعبيزبول رفرنس.كوم (الدوري الثانوي) (الإنجليزية)
- زاك ديفيز على موقع إي إس بي إن.كوم (أم.أل.بي) (الإنجليزية)
- زاك ديفيز على موقع مشجعي الرسوم البيانية (الإنجليزية)